# 泉滝福治
泉滝 福治（いずみたき ふくじ、1854年（嘉永7年）3月1日（旧暦2月3日） - 1891年（明治24年）11月9日）は、出羽国飽海郡（現：山形県飽海郡）出身の元大相撲力士。本名は太田 福治（おおた ふくじ）。

## 来歴
1854年（嘉永7年）3月1日（旧暦2月3日）に出羽国飽海郡（現：山形県飽海郡）で生まれる。1879年1月場所において二段目（現在の幕下）から初土俵を踏み、1882年1月場所で新十両昇進を果たすが、すぐに番付を下げてしまい、1886年5月場所で再十両となった。その後も十両の地位で低迷し、新入幕を果たしたのは1891年1月場所、既に36歳に達していた。しかし、この場所を1勝6敗と負け越したことで十両に転落すると、同年5月場所終了後に大阪での巡業中にコレラに感染し、同年11月9日に死去、37歳没。

## エピソード
- 自身唯一の幕内在位となった1891年1月場所6日目の玉ノ井福司戦では、玉ノ井の廻しが外れる珍事が発生している。玉ノ井との間には「新弟子としては高齢での初土俵」「部屋を移籍した」「現役中に死去」の共通点がある。なお、廻しが外れたことについての記録では、1888年1月場所8日目（2月5日）の相生芳藏 - 嵐山捨吉戦で嵐山の廻しが外れて以来、二度目の出来事であるが、その相生も現役中に東京・赤十字病院で27歳の若さで亡くなっている。